# Марие Ротрова
Ма̀рие Ро̀трова (на чешки: Marie Rottrová) е чешка певица, пианистка, композиторка, текстописка и телевизионна водеща.

## Биография
Произхожда от католическо музикално семейство – баща ѝ Владимир е органист, а майка ѝ Лудмила – оперетна певица. Когато Марие е на две години, се ражда брат ѝ Владимир. Учи се да свири на пиано още от малка.
След завършването си на гимназията в Бохумин през 1960 г., започва работа като служителка в спестовната каса. Същата година участва на остравското музикално състезание Hledáme nové talenty („Търсим нови таланти“), на който ѝ съпровожда оркестърът на Густав Бром. Класира се на последното четвърто място, след което получава покана за участие в Чехословашката телевизия, в която първата ѝ изява е в предаването Poprvé před kamerou („За първи път пред камера“), като изпълнява песента Rozmarné stvoření на музиканта Ян Хамер и поета Яромир Хоржец.
От 1961 до 1963 г. пее с бигбенда на Бржетислав Пехник и записва песни с инструменталния състав на Франтишек Търнек към радиото, както и с Остравския радиооркестър (впоследствие – „Фламинго“). През 1965 и 1966 г. пее с рок групата „Самуел“, а след нея – с група „Майестик“ до 1968 г., чийто китарист е съпругът ѝ Властимил Кучай.
Постоянна членка на „Фламинго“ става през 1969 г. (позната като „Пламеняци“ след 1973 г. вследствие на нормализацията в страната). В нея заедно с Петър Немец изпълнява предимно соулов репертоар. В певческата тройка Марие Ротрова – Петър Немец – Хана Загорова участва на второто издание на Чехословашкия бийтов фестивал през 1968 г., провело се в пражкия дворец „Луцерна“. Същата година е издаден и първият ѝ сингъл.
Първата ѝ дългосвиреща плоча с група „Фламинго“ е издадена през 1970 г. Издадена е и англоезична версия под заглавието This Is Our Soul. За успешното ѝ професионално начало допринася и това, че започва активно да сътрудничи на практика с всички големи танцови оркестри по това време. През същия период започва работа и с нови текстописци, сред които Иржина Фикейзова, а по-късно – Ярослав Викрент и Яромир Нохавица.
През 1973 г. се класира на трето място в анкетата „Златен славей“ за популярни певци.
През 1982 г. участва на 17-ото издание на музикалния фестивал „Братиславска лира“ с песента Ten vůz už jel („Онзи автобус вече замина“) по музика на Иржи Зможек и текст на Зденек Боровец, за която печели наградата на публиката.
Освен редовни турнета певицата има множество изяви и по Чехословашката телевизия (главно в остравското студио).
От 1985 г. живее в Прага, а след втория си брак – между Прага и Германия. Към края на 80-те години се появяват първите проблеми в личния ѝ живот и здравето ѝ, а след политическите събития в страната през ноември 1989 г. кариерата ѝ претърпява застой.

## Личен живот
От първия си брак с Властимил Кучай, продължил от 1962 до 1972 г., има двама сина – Витек и Мартин, които са композитори.
В периода 1988 – 1994 г. е омъжена за германеца Георг Бургерщайн.
От 7 юни 2016 г. е омъжена за Милах Ржиха, заедно с когото преди брака съжителства над 11 години.

## Дискография
| - 1970 – Flamingo (с група „Фламинго“) - 1971 – This Is Our Soul (английско издание на Flamingo) - 1972 – Marie Rottrová - 1976 – Flamingo, Plameňáci a Marie Rottrová 75 - 1977 – Pěšky po dálnici - 1977 – Rhythm and Romance - 1981 – Muž č. 1 - 1982 – Marie Rottrová vypravuje pohádky Františka Nepila - 1983 – Já a ty - 1986 – Mezi námi - 1987 – Marie & spol. - 1988 – Soul Feeling - 1989 – Důvěrnosti - 1992 – Chvíli můj, chvíli svůj - 1995 – Jeřabiny - 2001 – Podívej | - 1980 – Ty, kdo jdeš kolem - 1985 – 12× - 2003 – Všechno nejlepší - 2004 – Jen ty a já - 2005 – Všechno nejlepší 2 - 2010 – Osud mi tě přál - 2011 – Zlatá kolekce - 2011 – Co mám, to dám - 2013 – Čas motýlů - 2018 – Lady Soul |

## Избрани песни
| - Čím zvoní píseň má - Lakomá - Lásko - Měli jsme se potkat dřív - Řeka lásky - Střapatá, nohatá - Skořápky ořechů - Ten vůz už jel - To nic - Ty, kdo jdeš kolem - Večerem zhýčkaná - Zřejmě letos nikde nejsou kytky - Žaluzie | - Klíč pro štěstí – кавър в дует с Иржи Бартошка на Thought I'd Ring You на Шърли Беси и Ален Делон - Kůň bílý – чешки кавър на Ballada wagonowa на Мариля Родович - Lásko, voníš deštěm – кавър на She's Gone на „Блек Сабат“ - Markétka – кавър на Małgośka на Мариля Родович - Řekni, kde ty kytky jsou – кавър на Where Have All the Flowers Gone на Пит Сийгър - To mám tak ráda – кавър на Je suis malade на Серж Лама - S tím bláznem si nic nezačínej – кавър в дует с Павел Бобек на Don't Fall in Love with a Dreamer на Кени Роджърс и Ким Карнс - Štěstí – кавър на Lucky на Бърни Пол |